# Elecciones municipales de 2023 en Tenerife
El 28 de mayo de 2023 se celebran elecciones municipales en los 31 municipios de la isla canaria de Tenerife. Ese día también se celebran elecciones al Cabildo de Tenerife y al Parlamento de Canarias.

## Resumen de alcaldías
| Municipio                                                                                      | Con | 2023                                   | 2024                                   | 2025                                   |
| ---------------------------------------------------------------------------------------------- | --- | -------------------------------------- | -------------------------------------- | -------------------------------------- |
| Santa Cruz de Tenerife                                                                         | 27  | José Manuel Bermúdez (CC-PP)           | José Manuel Bermúdez (CC-PP)           | José Manuel Bermúdez (CC-PP)           |
| San Cristóbal de La Laguna                                                                     | 27  | Luis Yeray Gutiérrez (PSOE)1 (PSOE-CC) | Luis Yeray Gutiérrez (PSOE)1 (PSOE-CC) | Luis Yeray Gutiérrez (PSOE)1 (PSOE-CC) |
| Arona                                                                                          | 25  | Fátima Lemes (PP-CC-Más Por Arona)     | Fátima Lemes (PP-CC-Más Por Arona)     | Fátima Lemes (PP-CC-Más Por Arona)     |
| Granadilla de Abona                                                                            | 25  | Jennifer Miranda (PSOE-PP)             | Jennifer Miranda (PSOE-PP)             | José Regalado (CC-PP-Vox)              |
| Adeje                                                                                          | 21  | José Miguel Rodríguez Fraga (PSOE)     | José Miguel Rodríguez Fraga (PSOE)     | José Miguel Rodríguez Fraga (PSOE)     |
| Candelaria                                                                                     | 21  | Mari Brito (PSOE)                      | Mari Brito (PSOE)                      | Mari Brito (PSOE)                      |
| Guía de Isora                                                                                  | 21  | Ana Dorta (CC-PP)                      | Ana Dorta (CC-PP)                      | Ana Dorta (CC-PP)                      |
| Güímar                                                                                         | 21  | Gustavo Pérez (CC-PSOE-USP)            | Gustavo Pérez (CC-PSOE-USP)            | Gustavo Pérez (CC-PSOE-USP)            |
| Icod de los Vinos                                                                              | 21  | Javier Sierra (AICOD-PSOE)             | Javier Sierra (AICOD-PSOE)             | Javier Sierra (AICOD-PSOE)             |
| La Orotava                                                                                     | 21  | Francisco Linares (CC)                 | Francisco Linares (CC)                 | Francisco Linares (CC)                 |
| Los Realejos                                                                                   | 21  | Adolfo González (PP)                   | Adolfo González (PP)                   | Adolfo González (PP)                   |
| Puerto de la Cruz                                                                              | 21  | M. González (PSOE-ACP)                 | Leopoldo Afonso (PP-CC-ACP)            | Leopoldo Afonso (PP-CC-ACP)            |
| San Miguel de Abona                                                                            | 21  | Arturo González (CC)                   | Arturo González (CC)                   | Arturo González (CC)                   |
| Tacoronte                                                                                      | 21  | Sandra Izquierdo (PSOE-CC-PP)          | Sandra Izquierdo (PSOE-CC-PP)          | Sandra Izquierdo (PSOE-CC-PP)          |
| El Rosario                                                                                     | 17  | Escolástico Gil Hernández (IR/LV)      | Escolástico Gil Hernández (IR/LV)      | Escolástico Gil Hernández (IR/LV)      |
| Santa Úrsula                                                                                   | 17  | Juan Manuel Acosta (AISU)              | Juan Manuel Acosta (AISU)              | Juan Manuel Acosta (AISU)              |
| Santiago del Teide                                                                             | 17  | Emilio Navarro (PP)                    | Emilio Navarro (PP)                    | Emilio Navarro (PP)                    |
| Tegueste                                                                                       | 17  | Ana Mena2 (PSOE-CC)                    | Ana Mena2 (PSOE-CC)                    | N. Padilla (CC-PSOE)                   |
| Arafo                                                                                          | 13  | Juan Ramón Martín (CC)                 | Juan Ramón Martín (CC)                 | Juan Ramón Martín (CC)                 |
| Arico                                                                                          | 13  | Olivia Delgado (PSOE)                  | Olivia Delgado (PSOE)                  | Olivia Delgado (PSOE)                  |
| El Sauzal                                                                                      | 13  | Mariano Pérez (CC)                     | Mariano Pérez (CC)                     | Mariano Pérez (CC)                     |
| La Guancha                                                                                     | 13  | Antonio Hernández (PP-PSOE)            | Antonio Hernández (PP-PSOE)            | Antonio Hernández (PP-PSOE)            |
| La Matanza de Acentejo                                                                         | 13  | Ignacio Rodríguez Jorge (PSOE)         | Ignacio Rodríguez Jorge (PSOE)         | Ignacio Rodríguez Jorge (PSOE)         |
| La Victoria de Acentejo                                                                        | 13  | Juan Antonio García Abreu (PSOE)       | Juan Antonio García Abreu (PSOE)       | Juan Antonio García Abreu (PSOE)       |
| Buenavista del Norte                                                                           | 11  | Eva García (PSOE)                      | Eva García (PSOE)                      | Eva García (PSOE)                      |
| Fasnia                                                                                         | 11  | Luis Javier González (PSOE)            | Luis Javier González (PSOE)            | Luis Javier González (PSOE)            |
| Garachico                                                                                      | 11  | José Heriberto González (CC-PSOE)      | José Heriberto González (CC-PSOE)      | José Heriberto González (CC-PSOE)      |
| San Juan de la Rambla                                                                          | 11  | Juan Ramos (CC-AUP/SSP-PP)             | Juan Ramos (CC-AUP/SSP-PP)             | Juan Ramos (CC-AUP/SSP-PP)             |
| Los Silos                                                                                      | 11  | Carmen Luz Baso (PSOE-USP)             | Carmen Luz Baso (PSOE-USP)             | Carmen Luz Baso (PSOE-USP)             |
| El Tanque                                                                                      | 11  | Esther Morales (PSOE)                  | Esther Morales (PSOE)                  | Esther Morales (PSOE)                  |
| Vilaflor de Chasna                                                                             | 9   | Agustina Beltrán (PSOE)                | Agustina Beltrán (PSOE)                | Agustina Beltrán (PSOE)                |
| 1Gobierno en minoría entre junio y diciembre de 2023. 2Gobernará sólo durante el primer bienio |     |                                        |                                        |                                        |

## Adeje
| Adeje 21 concejales | Candidatura | Candidatura                              | Votos  | %                               | Con.                            |
| ------------------- | ----------- | ---------------------------------------- | ------ | ------------------------------- | ------------------------------- |
| Adeje 21 concejales |             | Partido Socialista Obrero Español (PSOE) | 5.726  | 54,02                           | 13                              |
| Adeje 21 concejales |             | Coalición Canaria (CCa)                  | 2.393  | 22,57                           | 5                               |
| Adeje 21 concejales |             | Partido Popular (PP)                     | 805    | 7,59                            | 1                               |
| Adeje 21 concejales |             | Vox (VOX)                                | 713    | 6,72                            | 1                               |
| Adeje 21 concejales |             | Unidas Sí Podemos (USP)                  | 671    | 6,33                            | 1                               |
| Adeje 21 concejales |             | Más Canarias (+C)                        | 174    | 1,64                            |                                 |
| Adeje 21 concejales | En blanco   | En blanco                                | 117    | 1,10                            |                                 |
| Adeje 21 concejales | Votos nulos | Votos nulos                              | 138    | Participación: \| \| 41,59 % \| | Participación: \| \| 41,59 % \| |
| Adeje 21 concejales | Votantes    | Votantes                                 | 10.737 | Participación: \| \| 41,59 % \| | Participación: \| \| 41,59 % \| |
|                     | 41,59 %     |                                          |        |                                 |                                 |

## Arafo
| Arafo 13 concejales | Candidatura | Candidatura                              | Votos | %                               | Con.                            |
| ------------------- | ----------- | ---------------------------------------- | ----- | ------------------------------- | ------------------------------- |
| Arafo 13 concejales |             | Coalición Canaria (CCa)                  | 2.104 | 67,87                           | 10                              |
| Arafo 13 concejales |             | Partido Socialista Obrero Español (PSOE) | 456   | 14,70                           | 2                               |
| Arafo 13 concejales |             | Partido Popular (PP)                     | 396   | 12,77                           | 1                               |
| Arafo 13 concejales |             | Vox (VOX)                                | 100   | 3,22                            |                                 |
| Arafo 13 concejales | En blanco   | En blanco                                | 44    | 1,41                            |                                 |
| Arafo 13 concejales | Votos nulos | Votos nulos                              | 52    | Participación: \| \| 67,16 % \| | Participación: \| \| 67,16 % \| |
| Arafo 13 concejales | Votantes    | Votantes                                 | 3.152 | Participación: \| \| 67,16 % \| | Participación: \| \| 67,16 % \| |
|                     | 67,16 %     |                                          |       |                                 |                                 |

## Arico
| Arico 13 concejales | Candidatura | Candidatura                                     | Votos | %                               | Con.                            |
| ------------------- | ----------- | ----------------------------------------------- | ----- | ------------------------------- | ------------------------------- |
| Arico 13 concejales |             | Partido Socialista Obrero Español (PSOE)        | 1.753 | 43,34                           | 6                               |
| Arico 13 concejales |             | Coalición Canaria (CCa)                         | 860   | 21,26                           | 3                               |
| Arico 13 concejales |             | Arico Somos Todos (ARICO ST)                    | 534   | 13,20                           | 2                               |
| Arico 13 concejales |             | Partido Popular (PP)                            | 511   | 12,63                           | 2                               |
| Arico 13 concejales |             | Nueva Canarias-Frente Amplio Canarista (NC-FAC) | 179   | 4,42                            |                                 |
| Arico 13 concejales |             | Vox (VOX)                                       | 153   | 3,78                            |                                 |
| Arico 13 concejales | En blanco   | En blanco                                       | 54    | 1,33                            |                                 |
| Arico 13 concejales | Votos nulos | Votos nulos                                     | 46    | Participación: \| \| 61,58 % \| | Participación: \| \| 61,58 % \| |
| Arico 13 concejales | Votantes    | Votantes                                        | 4.090 | Participación: \| \| 61,58 % \| | Participación: \| \| 61,58 % \| |
|                     | 61,58 %     |                                                 |       |                                 |                                 |

## Arona
| Arona 25 concejales | Candidatura | Candidatura                                     | Votos  | %                               | Con.                            |
| ------------------- | ----------- | ----------------------------------------------- | ------ | ------------------------------- | ------------------------------- |
| Arona 25 concejales |             | Partido Socialista Obrero Español (PSOE)        | 6.088  | 29,30                           | 8                               |
| Arona 25 concejales |             | Partido Popular (PP)                            | 3.482  | 16,75                           | 5                               |
| Arona 25 concejales |             | Coalición Canaria (CCa)                         | 3.408  | 16,40                           | 5                               |
| Arona 25 concejales |             | Más Por Arona (+PORARONA)                       | 3.169  | 15,25                           | 4                               |
| Arona 25 concejales |             | Vox (VOX)                                       | 1.788  | 8,60                            | 2                               |
| Arona 25 concejales |             | Nueva Canarias-Frente Amplio Canarista (NC-FAC) | 1.071  | 5,15                            | 1                               |
| Arona 25 concejales |             | Drago Verdes Canarias (DVC)                     | 514    | 2,47                            |                                 |
| Arona 25 concejales |             | Unidas Sí Podemos (USP)                         | 433    | 2,08                            |                                 |
| Arona 25 concejales |             | Fuerza Canaria Unidad Democrática (FCUD)        | 375    | 1,80                            |                                 |
| Arona 25 concejales |             | Movimiento del Pueblo (MDP)                     | 144    | 0,69                            |                                 |
| Arona 25 concejales | En blanco   | En blanco                                       | 304    | 1,46                            |                                 |
| Arona 25 concejales | Votos nulos | Votos nulos                                     | 367    | Participación: \| \| 38,79 % \| | Participación: \| \| 38,79 % \| |
| Arona 25 concejales | Votantes    | Votantes                                        | 21.143 | Participación: \| \| 38,79 % \| | Participación: \| \| 38,79 % \| |
|                     | 38,79 %     |                                                 |        |                                 |                                 |

## Buenavista del Norte
| Buenavista del Norte 11 concejales | Candidatura | Candidatura                              | Votos | %                               | Con.                            |
| ---------------------------------- | ----------- | ---------------------------------------- | ----- | ------------------------------- | ------------------------------- |
| Buenavista del Norte 11 concejales |             | Partido Socialista Obrero Español (PSOE) | 1.526 | 53,39                           | 7                               |
| Buenavista del Norte 11 concejales |             | Sí Se Puede (SSP)                        | 958   | 33,51                           | 4                               |
| Buenavista del Norte 11 concejales |             | Coalición Canaria (CCa)                  | 217   | 7,59                            | 0                               |
| Buenavista del Norte 11 concejales |             | Vox (VOX)                                | 120   | 4,19                            |                                 |
| Buenavista del Norte 11 concejales | En blanco   | En blanco                                | 37    | 1,29                            |                                 |
| Buenavista del Norte 11 concejales | Votos nulos | Votos nulos                              | 55    | Participación: \| \| 73,70 % \| | Participación: \| \| 73,70 % \| |
| Buenavista del Norte 11 concejales | Votantes    | Votantes                                 | 2.913 | Participación: \| \| 73,70 % \| | Participación: \| \| 73,70 % \| |
|                                    | 73,70 %     |                                          |       |                                 |                                 |

## Candelaria
| Candelaria 21 concejales | Candidatura | Candidatura                                     | Votos  | %                               | Con.                            |
| ------------------------ | ----------- | ----------------------------------------------- | ------ | ------------------------------- | ------------------------------- |
| Candelaria 21 concejales |             | Partido Socialista Obrero Español (PSOE)        | 5.749  | 44,63                           | 11                              |
| Candelaria 21 concejales |             | Partido Popular (PP)                            | 3.447  | 26,76                           | 6                               |
| Candelaria 21 concejales |             | Coalición Canaria (CCa)                         | 1.458  | 11,32                           | 2                               |
| Candelaria 21 concejales |             | Vox (VOX)                                       | 882    | 6,84                            | 1                               |
| Candelaria 21 concejales |             | Unidas Sí Podemos (USP)                         | 846    | 6,56                            | 1                               |
| Candelaria 21 concejales |             | Nueva Canarias-Frente Amplio Canarista (NC-FAC) | 260    | 2,01                            |                                 |
| Candelaria 21 concejales | En blanco   | En blanco                                       | 237    | 1,84                            |                                 |
| Candelaria 21 concejales | Votos nulos | Votos nulos                                     | 265    | Participación: \| \| 57,90 % \| | Participación: \| \| 57,90 % \| |
| Candelaria 21 concejales | Votantes    | Votantes                                        | 13.144 | Participación: \| \| 57,90 % \| | Participación: \| \| 57,90 % \| |
|                          | 57,90 %     |                                                 |        |                                 |                                 |

## Fasnia
| Fasnia 11 concejales | Candidatura | Candidatura                                              | Votos | %                               | Con.                            |
| -------------------- | ----------- | -------------------------------------------------------- | ----- | ------------------------------- | ------------------------------- |
| Fasnia 11 concejales |             | Partido Socialista Obrero Español (PSOE)                 | 1.099 | 61,05                           | 8                               |
| Fasnia 11 concejales |             | Coalición Canaria (CCa)                                  | 510   | 28,33                           | 3                               |
| Fasnia 11 concejales |             | Drago Verdes Canarias (DVC)                              | 87    | 4,83                            |                                 |
| Fasnia 11 concejales |             | Ahora Canarias (AHORA CANARIAS-LA ALTERNATIVA DE FASNIA) | 45    | 2,50                            |                                 |
| Fasnia 11 concejales |             | Vox (VOX)                                                | 45    | 2,50                            |                                 |
| Fasnia 11 concejales | En blanco   | En blanco                                                | 14    | 0,77                            |                                 |
| Fasnia 11 concejales | Votos nulos | Votos nulos                                              | 21    | Participación: \| \| 73,22 % \| | Participación: \| \| 73,22 % \| |
| Fasnia 11 concejales | Votantes    | Votantes                                                 | 1.821 | Participación: \| \| 73,22 % \| | Participación: \| \| 73,22 % \| |
|                      | 73,22 %     |                                                          |       |                                 |                                 |

## Garachico
| Garachico 11 concejales | Candidatura | Candidatura                              | Votos | %                               | Con.                            |
| ----------------------- | ----------- | ---------------------------------------- | ----- | ------------------------------- | ------------------------------- |
| Garachico 11 concejales |             | Coalición Canaria (CCa)                  | 1.320 | 45,09                           | 5                               |
| Garachico 11 concejales |             | Agrupación Garachiquense (A'GARA)        | 978   | 33,41                           | 4                               |
| Garachico 11 concejales |             | Partido Socialista Obrero Español (PSOE) | 530   | 18,10                           | 2                               |
| Garachico 11 concejales |             | Vox (VOX)                                | 67    | 2,28                            |                                 |
| Garachico 11 concejales | En blanco   | En blanco                                | 32    | 1,09                            |                                 |
| Garachico 11 concejales | Votos nulos | Votos nulos                              | 33    | Participación: \| \| 72,90 % \| | Participación: \| \| 72,90 % \| |
| Garachico 11 concejales | Votantes    | Votantes                                 | 2.960 | Participación: \| \| 72,90 % \| | Participación: \| \| 72,90 % \| |
|                         | 72,90 %     |                                          |       |                                 |                                 |

## Granadilla de Abona
| Granadilla de Abona 25 concejales 4 | Candidatura | Candidatura                                        | Votos  | %                               | Con.                            |
| ----------------------------------- | ----------- | -------------------------------------------------- | ------ | ------------------------------- | ------------------------------- |
| Granadilla de Abona 25 concejales 4 |             | Partido Socialista Obrero Español (PSOE)           | 6.348  | 37,93                           | 11                              |
| Granadilla de Abona 25 concejales 4 |             | Coalición Canaria (CCa)                            | 5.891  | 35,19                           | 10                              |
| Granadilla de Abona 25 concejales 4 |             | Partido Popular (PP)                               | 1.535  | 9,17                            | 2                               |
| Granadilla de Abona 25 concejales 4 |             | Vox (VOX)                                          | 1.190  | 7,11                            | 2                               |
| Granadilla de Abona 25 concejales 4 |             | Agrupación de Vecinos Granadilla de Abona (AV-GdA) | 677    | 4,04                            |                                 |
| Granadilla de Abona 25 concejales 4 |             | Drago Verdes Canarias (DVC)                        | 485    | 2,89                            |                                 |
| Granadilla de Abona 25 concejales 4 |             | Unidas Sí Podemos (USP)                            | 416    | 2,48                            |                                 |
| Granadilla de Abona 25 concejales 4 | En blanco   | En blanco                                          | 194    | 1,15                            |                                 |
| Granadilla de Abona 25 concejales 4 | Votos nulos | Votos nulos                                        | 128    | Participación: \| \| 48,19 % \| | Participación: \| \| 48,19 % \| |
| Granadilla de Abona 25 concejales 4 | Votantes    | Votantes                                           | 16.864 | Participación: \| \| 48,19 % \| | Participación: \| \| 48,19 % \| |
|                                     | 48,19 %     |                                                    |        |                                 |                                 |

## La Guancha
| La Guancha 13 concejales | Candidatura | Candidatura                              | Votos | %                               | Con.                            |
| ------------------------ | ----------- | ---------------------------------------- | ----- | ------------------------------- | ------------------------------- |
| La Guancha 13 concejales |             | Partido Popular (PP)                     | 1.462 | 46,36                           | 6                               |
| La Guancha 13 concejales |             | Coalición Canaria (CCa)                  | 1.288 | 40,84                           | 6                               |
| La Guancha 13 concejales |             | Partido Socialista Obrero Español (PSOE) | 324   | 10,27                           | 1                               |
| La Guancha 13 concejales |             | Vox (VOX)                                | 45    | 1,42                            |                                 |
| La Guancha 13 concejales | En blanco   | En blanco                                | 34    | 1,07                            |                                 |
| La Guancha 13 concejales | Votos nulos | Votos nulos                              | 72    | Participación: \| \| 71,17 % \| | Participación: \| \| 71,17 % \| |
| La Guancha 13 concejales | Votantes    | Votantes                                 | 3.225 | Participación: \| \| 71,17 % \| | Participación: \| \| 71,17 % \| |
|                          | 71,17 %     |                                          |       |                                 |                                 |

## Guía de Isora
| Guía de Isora 21 concejales | Candidatura | Candidatura                              | Votos | %                               | Con.                            |
| --------------------------- | ----------- | ---------------------------------------- | ----- | ------------------------------- | ------------------------------- |
| Guía de Isora 21 concejales |             | Partido Socialista Obrero Español (PSOE) | 3.616 | 42,31                           | 10                              |
| Guía de Isora 21 concejales |             | Coalición Canaria (CCa)                  | 2.837 | 33,20                           | 7                               |
| Guía de Isora 21 concejales |             | Partido Popular (PP)                     | 1.633 | 19,11                           | 4                               |
| Guía de Isora 21 concejales |             | Vox (VOX)                                | 363   | 4,24                            |                                 |
| Guía de Isora 21 concejales | En blanco   | En blanco                                | 96    | 1,12                            |                                 |
| Guía de Isora 21 concejales | Votos nulos | Votos nulos                              | 97    | Participación: \| \| 58,10 % \| | Participación: \| \| 58,10 % \| |
| Guía de Isora 21 concejales | Votantes    | Votantes                                 | 8.642 | Participación: \| \| 58,10 % \| | Participación: \| \| 58,10 % \| |
|                             | 58,10 %     |                                          |       |                                 |                                 |

## Güímar
| Güímar 21 concejales 4 | Candidatura | Candidatura                                     | Votos  | %                               | Con.                            |
| ---------------------- | ----------- | ----------------------------------------------- | ------ | ------------------------------- | ------------------------------- |
| Güímar 21 concejales 4 |             | Partido Popular (PP)                            | 4.192  | 39,73                           | 9                               |
| Güímar 21 concejales 4 |             | Coalición Canaria (CCa)                         | 2.509  | 23,78                           | 5                               |
| Güímar 21 concejales 4 |             | Partido Socialista Obrero Español (PSOE)        | 2.112  | 20,02                           | 5                               |
| Güímar 21 concejales 4 |             | Unidas Sí Podemos (USP)                         | 622    | 5,89                            | 1                               |
| Güímar 21 concejales 4 |             | Nueva Canarias-Frente Amplio Canarista (NC-FAC) | 553    | 5,24                            | 1                               |
| Güímar 21 concejales 4 |             | Vox (VOX)                                       | 413    | 3,91                            |                                 |
| Güímar 21 concejales 4 | En blanco   | En blanco                                       | 148    | 1,40                            |                                 |
| Güímar 21 concejales 4 | Votos nulos | Votos nulos                                     | 154    | Participación: \| \| 62,61 % \| | Participación: \| \| 62,61 % \| |
| Güímar 21 concejales 4 | Votantes    | Votantes                                        | 10.703 | Participación: \| \| 62,61 % \| | Participación: \| \| 62,61 % \| |
|                        | 62,61 %     |                                                 |        |                                 |                                 |

## Icod de los Vinos
| Icod de los Vinos 21 concejales | Candidatura | Candidatura                              | Votos  | %                               | Con.                            |
| ------------------------------- | ----------- | ---------------------------------------- | ------ | ------------------------------- | ------------------------------- |
| Icod de los Vinos 21 concejales |             | Alternativa Icodense (AICOD)             | 4.093  | 33,30                           | 8                               |
| Icod de los Vinos 21 concejales |             | Coalición Canaria (CCa)                  | 3.936  | 32,03                           | 7                               |
| Icod de los Vinos 21 concejales |             | Partido Popular (PP)                     | 2.448  | 19,92                           | 4                               |
| Icod de los Vinos 21 concejales |             | Partido Socialista Obrero Español (PSOE) | 1.301  | 10,17                           | 2                               |
| Icod de los Vinos 21 concejales |             | Vox (VOX)                                | 268    | 2,52                            |                                 |
| Icod de los Vinos 21 concejales |             | Partido Nacionalista Canario (PNC)       | 75     | 0,61                            |                                 |
| Icod de los Vinos 21 concejales |             | Ciudadanos-Partido de la Ciudadanía (Cs) | 46     | 0,36                            |                                 |
| Icod de los Vinos 21 concejales | En blanco   | En blanco                                | 131    | 1,06                            |                                 |
| Icod de los Vinos 21 concejales | Votos nulos | Votos nulos                              | 125    | Participación: \| \| 64,57 % \| | Participación: \| \| 64,57 % \| |
| Icod de los Vinos 21 concejales | Votantes    | Votantes                                 | 12.413 | Participación: \| \| 64,57 % \| | Participación: \| \| 64,57 % \| |
|                                 | 64,57 %     |                                          |        |                                 |                                 |

## La Matanza de Acentejo
| La Matanza de Acentejo 13 concejales | Candidatura | Candidatura                              | Votos | %                               | Con.                            |
| ------------------------------------ | ----------- | ---------------------------------------- | ----- | ------------------------------- | ------------------------------- |
| La Matanza de Acentejo 13 concejales |             | Partido Socialista Obrero Español (PSOE) | 3.595 | 74,24                           | 11                              |
| La Matanza de Acentejo 13 concejales |             | Partido Popular (PP)                     | 759   | 15,67                           | 2                               |
| La Matanza de Acentejo 13 concejales |             | Vox (VOX)                                | 218   | 4,50                            |                                 |
| La Matanza de Acentejo 13 concejales |             | Coalición Canaria (CCa)                  | 198   | 4,08                            |                                 |
| La Matanza de Acentejo 13 concejales | En blanco   | En blanco                                | 72    | 1,48                            |                                 |
| La Matanza de Acentejo 13 concejales | Votos nulos | Votos nulos                              | 63    | Participación: \| \| 66,78 % \| | Participación: \| \| 66,78 % \| |
| La Matanza de Acentejo 13 concejales | Votantes    | Votantes                                 | 4.905 | Participación: \| \| 66,78 % \| | Participación: \| \| 66,78 % \| |
|                                      | 66,78 %     |                                          |       |                                 |                                 |

## La Orotava
| La Orotava 21 concejales | Candidatura | Candidatura                                       | Votos  | %                               | Con.                            |
| ------------------------ | ----------- | ------------------------------------------------- | ------ | ------------------------------- | ------------------------------- |
| La Orotava 21 concejales |             | Coalición Canaria (CCa)                           | 12.391 | 53,65                           | 13                              |
| La Orotava 21 concejales |             | Partido Socialista Obrero Español (PSOE)          | 3.955  | 17,12                           | 4                               |
| La Orotava 21 concejales |             | Partido Popular (PP)                              | 2.751  | 11,91                           | 2                               |
| La Orotava 21 concejales |             | Asamblea por La Orotava (ASAMBLEA POR LA OROTAVA) | 2.348  | 10,16                           | 2                               |
| La Orotava 21 concejales |             | Vox (VOX)                                         | 789    | 3,41                            |                                 |
| La Orotava 21 concejales |             | Nueva Canarias-Frente Amplio Canarista (NC-FAC)   | 351    | 1,51                            |                                 |
| La Orotava 21 concejales |             | Podemos Canarias (PODEMOS)                        | 246    | 1,06                            |                                 |
| La Orotava 21 concejales | En blanco   | En blanco                                         | 262    | 1,13                            |                                 |
| La Orotava 21 concejales | Votos nulos | Votos nulos                                       | 266    | Participación: \| \| 67,83 % \| | Participación: \| \| 67,83 % \| |
| La Orotava 21 concejales | Votantes    | Votantes                                          | 23.359 | Participación: \| \| 67,83 % \| | Participación: \| \| 67,83 % \| |
|                          | 67,83 %     |                                                   |        |                                 |                                 |

## Puerto de la Cruz
| Puerto de la Cruz 21 concejales | Candidatura | Candidatura                              | Votos  | %                               | Con.                            |
| ------------------------------- | ----------- | ---------------------------------------- | ------ | ------------------------------- | ------------------------------- |
| Puerto de la Cruz 21 concejales |             | Partido Socialista Obrero Español (PSOE) | 6.370  | 45,65                           | 10                              |
| Puerto de la Cruz 21 concejales |             | Partido Popular (PP)                     | 4.062  | 29,11                           | 7                               |
| Puerto de la Cruz 21 concejales |             | Asamblea Ciudadana Portuense (ACP)       | 1.600  | 11,46                           | 2                               |
| Puerto de la Cruz 21 concejales |             | Coalición Canaria (CCa)                  | 1.166  | 8,35                            | 2                               |
| Puerto de la Cruz 21 concejales |             | Vox (VOX)                                | 620    | 4,44                            |                                 |
| Puerto de la Cruz 21 concejales | En blanco   | En blanco                                | 133    | 0,95                            |                                 |
| Puerto de la Cruz 21 concejales | Votos nulos | Votos nulos                              | 165    | Participación: \| \| 60,53 % \| | Participación: \| \| 60,53 % \| |
| Puerto de la Cruz 21 concejales | Votantes    | Votantes                                 | 14.116 | Participación: \| \| 60,53 % \| | Participación: \| \| 60,53 % \| |
|                                 | 60,53 %     |                                          |        |                                 |                                 |

## Los Realejos
| Los Realejos 21 concejales | Candidatura | Candidatura                                            | Votos  | %                               | Con.                            |
| -------------------------- | ----------- | ------------------------------------------------------ | ------ | ------------------------------- | ------------------------------- |
| Los Realejos 21 concejales |             | Partido Popular (PP)                                   | 12.835 | 61,32                           | 15                              |
| Los Realejos 21 concejales |             | Partido Socialista Obrero Español (PSOE)               | 4.699  | 22,45                           | 5                               |
| Los Realejos 21 concejales |             | Coalición Canaria (CCa)                                | 1.266  | 6,04                            | 1                               |
| Los Realejos 21 concejales |             | Unidas Sí Podemos (USP)                                | 847    | 4,04                            |                                 |
| Los Realejos 21 concejales |             | Vox (VOX)                                              | 505    | 2,41                            |                                 |
| Los Realejos 21 concejales |             | Ahora Canarias-Izquierda Realejera (AHORA CANARIAS-IR) | 421    | 2,01                            |                                 |
| Los Realejos 21 concejales |             | Ciudadanos-Partido de la Ciudadanía (Cs)               | 126    | 0,60                            |                                 |
| Los Realejos 21 concejales | En blanco   | En blanco                                              | 229    | 1,09                            |                                 |
| Los Realejos 21 concejales | Votos nulos | Votos nulos                                            | 250    | Participación: \| \| 69,86 % \| | Participación: \| \| 69,86 % \| |
| Los Realejos 21 concejales | Votantes    | Votantes                                               | 21.178 | Participación: \| \| 69,86 % \| | Participación: \| \| 69,86 % \| |
|                            | 69,86 %     |                                                        |        |                                 |                                 |

## El Rosario
| El Rosario 17 concejales | Candidatura | Candidatura                                  | Votos | %                               | Con.                            |
| ------------------------ | ----------- | -------------------------------------------- | ----- | ------------------------------- | ------------------------------- |
| El Rosario 17 concejales |             | Iniciativa por El Rosario-Verdes (IR-VERDES) | 4.322 | 49,82                           | 9                               |
| El Rosario 17 concejales |             | Partido Socialista Obrero Español (PSOE)     | 1.466 | 16,89                           | 3                               |
| El Rosario 17 concejales |             | Partido Popular (PP)                         | 1.071 | 12,34                           | 2                               |
| El Rosario 17 concejales |             | Coalición Canaria (CCa)                      | 1.025 | 11,81                           | 2                               |
| El Rosario 17 concejales |             | Vox (VOX)                                    | 517   | 5,95                            | 1                               |
| El Rosario 17 concejales |             | Reunir Canarias Sostenible                   | 165   | 1,90                            |                                 |
| El Rosario 17 concejales | En blanco   | En blanco                                    | 109   | 1,25                            |                                 |
| El Rosario 17 concejales | Votos nulos | Votos nulos                                  | 85    | Participación: \| \| 59,78 % \| | Participación: \| \| 59,78 % \| |
| El Rosario 17 concejales | Votantes    | Votantes                                     | 8.760 | Participación: \| \| 59,78 % \| | Participación: \| \| 59,78 % \| |
|                          | 59,78 %     |                                              |       |                                 |                                 |

## San Cristóbal de La Laguna
| San Cristóbal de La Laguna 27 concejales | Candidatura | Candidatura                                      | Votos  | %                               | Con.                            |
| ---------------------------------------- | ----------- | ------------------------------------------------ | ------ | ------------------------------- | ------------------------------- |
| San Cristóbal de La Laguna 27 concejales |             | Partido Socialista Obrero Español (PSOE)         | 23.459 | 32,88                           | 10                              |
| San Cristóbal de La Laguna 27 concejales |             | Coalición Canaria (CCa)                          | 19.713 | 27,59                           | 8                               |
| San Cristóbal de La Laguna 27 concejales |             | Partido Popular (PP)                             | 8.827  | 12,37                           | 3                               |
| San Cristóbal de La Laguna 27 concejales |             | Vox (VOX)                                        | 5.379  | 7,36                            | 2                               |
| San Cristóbal de La Laguna 27 concejales |             | Unidas Se Puede (USP)                            | 5.260  | 6,77                            | 2                               |
| San Cristóbal de La Laguna 27 concejales |             | Drago Verdes Canarias (DVC)                      | 4.452  | 6,24                            | 2                               |
| San Cristóbal de La Laguna 27 concejales |             | Partido Animalista Con el Medio Ambiente (PACMA) | 1.642  | 2,29                            |                                 |
| San Cristóbal de La Laguna 27 concejales |             | Nueva Canarias-Frente Amplio Canarista (NC-FAC)  | 1.542  | 1,97                            |                                 |
| San Cristóbal de La Laguna 27 concejales |             | Ciudadanos-Partido de la Ciudadanía (Cs)         | 490    | 0,68                            |                                 |
| San Cristóbal de La Laguna 27 concejales |             | Reunir Canarias Sostenible                       | 227    | 0,31                            |                                 |
| San Cristóbal de La Laguna 27 concejales | En blanco   | En blanco                                        | 1.058  | 1,48                            |                                 |
| San Cristóbal de La Laguna 27 concejales | Votos nulos | Votos nulos                                      | 1.667  | Participación: \| \| 56,57 % \| | Participación: \| \| 56,57 % \| |
| San Cristóbal de La Laguna 27 concejales | Votantes    | Votantes                                         | 73.038 | Participación: \| \| 56,57 % \| | Participación: \| \| 56,57 % \| |
|                                          | 56,57 %     |                                                  |        |                                 |                                 |

## San Juan de la Rambla
| San Juan de la Rambla 11 concejales | Candidatura | Candidatura                                                                     | Votos | %                               | Con.                            |
| ----------------------------------- | ----------- | ------------------------------------------------------------------------------- | ----- | ------------------------------- | ------------------------------- |
| San Juan de la Rambla 11 concejales |             | Partido Socialista Obrero Español (PSOE)                                        | 925   | 31,72                           | 4                               |
| San Juan de la Rambla 11 concejales |             | Coalición Canaria (CCa)                                                         | 752   | 25,78                           | 3                               |
| San Juan de la Rambla 11 concejales |             | Asamblea Unificada del Pueblo de San Juan de la Rambla-Sí Se Puede (AUPSJR-SSP) | 660   | 22,63                           | 2                               |
| San Juan de la Rambla 11 concejales |             | Nueva Canarias-Frente Amplio Canarista (NC-FAC)                                 | 246   | 8,43                            | 1                               |
| San Juan de la Rambla 11 concejales |             | Partido Popular (PP)                                                            | 231   | 7,92                            | 1                               |
| San Juan de la Rambla 11 concejales |             | Vox (VOX)                                                                       | 52    | 1,78                            |                                 |
| San Juan de la Rambla 11 concejales | En blanco   | En blanco                                                                       | 50    | 1,71                            |                                 |
| San Juan de la Rambla 11 concejales | Votos nulos | Votos nulos                                                                     | 63    | Participación: \| \| 73,17 % \| | Participación: \| \| 73,17 % \| |
| San Juan de la Rambla 11 concejales | Votantes    | Votantes                                                                        | 2.979 | Participación: \| \| 73,17 % \| | Participación: \| \| 73,17 % \| |
|                                     | 73,17 %     |                                                                                 |       |                                 |                                 |

## San Miguel de Abona
| San Miguel de Abona 21 concejales 4 | Candidatura | Candidatura                              | Votos | %                               | Con.                            |
| ----------------------------------- | ----------- | ---------------------------------------- | ----- | ------------------------------- | ------------------------------- |
| San Miguel de Abona 21 concejales 4 |             | Coalición Canaria (CCa)                  | 3.385 | 53,63                           | 13                              |
| San Miguel de Abona 21 concejales 4 |             | Partido Socialista Obrero Español (PSOE) | 1.165 | 18,45                           | 3                               |
| San Miguel de Abona 21 concejales 4 |             | Partido Popular (PP)                     | 1.021 | 16,17                           | 4                               |
| San Miguel de Abona 21 concejales 4 |             | Vox (VOX)                                | 482   | 7,63                            | 1                               |
| San Miguel de Abona 21 concejales 4 |             | Ciudadanos-Partido de la Ciudadanía (Cs) | 171   | 2,70                            |                                 |
| San Miguel de Abona 21 concejales 4 | En blanco   | En blanco                                | 87    | 1,37                            |                                 |
| San Miguel de Abona 21 concejales 4 | Votos nulos | Votos nulos                              | 86    | Participación: \| \| 51,58 % \| | Participación: \| \| 51,58 % \| |
| San Miguel de Abona 21 concejales 4 | Votantes    | Votantes                                 | 6.397 | Participación: \| \| 51,58 % \| | Participación: \| \| 51,58 % \| |
|                                     | 51,58 %     |                                          |       |                                 |                                 |

## Santa Cruz de Tenerife
| Santa Cruz de Tenerife 27 concejales | Candidatura | Candidatura                                      | Votos  | %                               | Con.                            |
| ------------------------------------ | ----------- | ------------------------------------------------ | ------ | ------------------------------- | ------------------------------- |
| Santa Cruz de Tenerife 27 concejales |             | Partido Socialista Obrero Español (PSOE)         | 27.142 | 30,11                           | 10                              |
| Santa Cruz de Tenerife 27 concejales |             | Coalición Canaria (CCa)                          | 26.032 | 28,88                           | 9                               |
| Santa Cruz de Tenerife 27 concejales |             | Partido Popular (PP)                             | 14.474 | 16,14                           | 5                               |
| Santa Cruz de Tenerife 27 concejales |             | Vox (VOX)                                        | 7.884  | 8,74                            | 3                               |
| Santa Cruz de Tenerife 27 concejales |             | Unidas Sí Podemos (USP)                          | 4.048  | 4,50                            |                                 |
| Santa Cruz de Tenerife 27 concejales |             | Drago Verdes Canarias (DVC)                      | 3.235  | 3,59                            |                                 |
| Santa Cruz de Tenerife 27 concejales |             | Partido Animalista Con el Medio Ambiente (PACMA) | 2.421  | 2,68                            |                                 |
| Santa Cruz de Tenerife 27 concejales |             | Nueva Canarias-Frente Amplio Canarista (NC-FAC)  | 1.457  | 1,62                            |                                 |
| Santa Cruz de Tenerife 27 concejales |             | Ciudadanos-Partido de la Ciudadanía (Cs)         | 1.061  | 1,17                            |                                 |
| Santa Cruz de Tenerife 27 concejales |             | Reunir Canarias Sostenible                       | 237    | 0,26                            |                                 |
| Santa Cruz de Tenerife 27 concejales |             | Ahora Canarias - P. Comunista del Pueblo Canario | 234    | 0,25                            |                                 |
| Santa Cruz de Tenerife 27 concejales |             | Partido Nacionalista Canario (PNC)               | 218    | 0,24                            |                                 |
| Santa Cruz de Tenerife 27 concejales |             | Reset-Reinicio Político (RESET)                  | 140    | 0,19                            |                                 |
| Santa Cruz de Tenerife 27 concejales | En blanco   | En blanco                                        | 1.412  | 1,56                            |                                 |
| Santa Cruz de Tenerife 27 concejales | Votos nulos | Votos nulos                                      | 1.055  | Participación: \| \| 54,34 % \| | Participación: \| \| 54,34 % \| |
| Santa Cruz de Tenerife 27 concejales | Votantes    | Votantes                                         | 91.050 | Participación: \| \| 54,34 % \| | Participación: \| \| 54,34 % \| |
|                                      | 54,34 %     |                                                  |        |                                 |                                 |

## Santa Úrsula
| Santa Úrsula 17 concejales | Candidatura | Candidatura                                     | Votos | %                               | Con.                            |
| -------------------------- | ----------- | ----------------------------------------------- | ----- | ------------------------------- | ------------------------------- |
| Santa Úrsula 17 concejales |             | Agrupación Independiente de Santa Úrsula (AISU) | 4.640 | 64,03                           | 12                              |
| Santa Úrsula 17 concejales |             | Partido Popular de Canarias (PP)                | 1.174 | 16,20                           | 3                               |
| Santa Úrsula 17 concejales |             | Partido Socialista Obrero Español (PSOE)        | 768   | 10,59                           | 1                               |
| Santa Úrsula 17 concejales |             | Vox (VOX)                                       | 512   | 7,06                            | 1                               |
| Santa Úrsula 17 concejales | En blanco   | En blanco                                       | 152   | 2,09                            |                                 |
| Santa Úrsula 17 concejales | Votos nulos | Votos nulos                                     | 131   | Participación: \| \| 62,45 % \| | Participación: \| \| 62,45 % \| |
| Santa Úrsula 17 concejales | Votantes    | Votantes                                        | 7.377 | Participación: \| \| 62,45 % \| | Participación: \| \| 62,45 % \| |
|                            | 62,45 %     |                                                 |       |                                 |                                 |

## Santiago del Teide
| Santiago del Teide 17 concejales | Candidatura | Candidatura                              | Votos | %                               | Con.                            |
| -------------------------------- | ----------- | ---------------------------------------- | ----- | ------------------------------- | ------------------------------- |
| Santiago del Teide 17 concejales |             | Partido Popular (PP)                     | 2.470 | 68,38                           | 13                              |
| Santiago del Teide 17 concejales |             | Coalición Canaria (CCa)                  | 749   | 20,73                           | 3                               |
| Santiago del Teide 17 concejales |             | Partido Socialista Obrero Español (PSOE) | 260   | 7,19                            | 1                               |
| Santiago del Teide 17 concejales |             | Vox (VOX)                                | 97    | 2,68                            |                                 |
| Santiago del Teide 17 concejales | En blanco   | En blanco                                | 36    | 0,99                            |                                 |
| Santiago del Teide 17 concejales | Votos nulos | Votos nulos                              | 80    | Participación: \| \| 54,87 % \| | Participación: \| \| 54,87 % \| |
| Santiago del Teide 17 concejales | Votantes    | Votantes                                 | 3.692 | Participación: \| \| 54,87 % \| | Participación: \| \| 54,87 % \| |
|                                  | 54,87 %     |                                          |       |                                 |                                 |

## El Sauzal
| El Sauzal 13 concejales | Candidatura | Candidatura                                                                            | Votos | %                               | Con.                            |
| ----------------------- | ----------- | -------------------------------------------------------------------------------------- | ----- | ------------------------------- | ------------------------------- |
| El Sauzal 13 concejales |             | Coalición Canaria (CCa)                                                                | 2.466 | 48,89                           | 7                               |
| El Sauzal 13 concejales |             | Agrupación Independiente de El Sauzal-Nueva Canarias-Frente Amplio Canarista (AISA-NC) | 1.474 | 29,22                           | 4                               |
| El Sauzal 13 concejales |             | Partido Socialista Obrero Español (PSOE)                                               | 511   | 10,13                           | 1                               |
| El Sauzal 13 concejales |             | Partido Popular (PP)                                                                   | 400   | 7,93                            | 1                               |
| El Sauzal 13 concejales |             | Vox (VOX)                                                                              | 126   | 2,49                            |                                 |
| El Sauzal 13 concejales | En blanco   | En blanco                                                                              | 66    | 1,30                            |                                 |
| El Sauzal 13 concejales | Votos nulos | Votos nulos                                                                            | 57    | Participación: \| \| 69,42 % \| | Participación: \| \| 69,42 % \| |
| El Sauzal 13 concejales | Votantes    | Votantes                                                                               | 5.100 | Participación: \| \| 69,42 % \| | Participación: \| \| 69,42 % \| |
|                         | 69,42 %     |                                                                                        |       |                                 |                                 |

## Los Silos
| Los Silos 11 concejales | Candidatura | Candidatura                              | Votos | %                               | Con.                            |
| ----------------------- | ----------- | ---------------------------------------- | ----- | ------------------------------- | ------------------------------- |
| Los Silos 11 concejales |             | Partido Socialista Obrero Español (PSOE) | 904   | 34,24                           | 4                               |
| Los Silos 11 concejales |             | Coalición Canaria (CCa)                  | 716   | 27,12                           | 3                               |
| Los Silos 11 concejales |             | Partido Popular (PP)                     | 490   | 18,56                           | 2                               |
| Los Silos 11 concejales |             | Unidas Sí Podemos (USP)                  | 451   | 17,08                           | 2                               |
| Los Silos 11 concejales |             | Vox (VOX)                                | 39    | 1,47                            |                                 |
| Los Silos 11 concejales | En blanco   | En blanco                                | 40    | 1,51                            |                                 |
| Los Silos 11 concejales | Votos nulos | Votos nulos                              | 70    | Participación: \| \| 71,05 % \| | Participación: \| \| 71,05 % \| |
| Los Silos 11 concejales | Votantes    | Votantes                                 | 2.710 | Participación: \| \| 71,05 % \| | Participación: \| \| 71,05 % \| |
|                         | 71,05 %     |                                          |       |                                 |                                 |

## Tacoronte
| Tacoronte 21 concejales | Candidatura | Candidatura                                        | Votos  | %                               | Con.                            |
| ----------------------- | ----------- | -------------------------------------------------- | ------ | ------------------------------- | ------------------------------- |
| Tacoronte 21 concejales |             | Partido Socialista Obrero Español (PSOE)           | 2.271  | 19,15                           | 5                               |
| Tacoronte 21 concejales |             | Coalición Canaria (CCa)                            | 2.173  | 18,32                           | 4                               |
| Tacoronte 21 concejales |             | Nueva Canarias-Frente Amplio Canarista (NC-FAC)    | 2.080  | 17,53                           | 4                               |
| Tacoronte 21 concejales |             | Partido Popular (PP)                               | 1.716  | 14,47                           | 3                               |
| Tacoronte 21 concejales |             | Somos Tacoronte (SOMOS TACORONTE)                  | 1.279  | 10,78                           | 2                               |
| Tacoronte 21 concejales |             | Sí Se Puede (SSP)                                  | 843    | 7,10                            | 1                               |
| Tacoronte 21 concejales |             | Ciudadanos-Partido de la Ciudadanía (Cs)           | 655    | 5,52                            | 1                               |
| Tacoronte 21 concejales |             | Vox (VOX)                                          | 640    | 3,01                            | 1                               |
| Tacoronte 21 concejales |             | Agrupación de Electores Alternativa Tagoro (AGEAT) | 287    | 2,42                            |                                 |
| Tacoronte 21 concejales | En blanco   | En blanco                                          | 198    | 1,66                            |                                 |
| Tacoronte 21 concejales | Votos nulos | Votos nulos                                        | 544    | Participación: \| \| 61,68 % \| | Participación: \| \| 61,68 % \| |
| Tacoronte 21 concejales | Votantes    | Votantes                                           | 12.403 | Participación: \| \| 61,68 % \| | Participación: \| \| 61,68 % \| |
|                         | 61,68 %     |                                                    |        |                                 |                                 |

## El Tanque
| El Tanque 11 concejales | Candidatura | Candidatura                              | Votos | %                               | Con.                            |
| ----------------------- | ----------- | ---------------------------------------- | ----- | ------------------------------- | ------------------------------- |
| El Tanque 11 concejales |             | Partido Socialista Obrero Español (PSOE) | 1.099 | 65,02                           | 8                               |
| El Tanque 11 concejales |             | Coalición Canaria (CCa)                  | 317   | 18,75                           | 2                               |
| El Tanque 11 concejales |             | Partido Popular (PP)                     | 244   | 14,43                           | 1                               |
| El Tanque 11 concejales |             | Vox (VOX)                                | 17    | 1,00                            |                                 |
| El Tanque 11 concejales | En blanco   | En blanco                                | 13    | 0,76                            |                                 |
| El Tanque 11 concejales | Votos nulos | Votos nulos                              | 14    | Participación: \| \| 75,90 % \| | Participación: \| \| 75,90 % \| |
| El Tanque 11 concejales | Votantes    | Votantes                                 | 1.704 | Participación: \| \| 75,90 % \| | Participación: \| \| 75,90 % \| |
|                         | 75,90 %     |                                          |       |                                 |                                 |

## Tegueste
| Tegueste 17 concejales | Candidatura | Candidatura                                                                 | Votos | %                               | Con.                            |
| ---------------------- | ----------- | --------------------------------------------------------------------------- | ----- | ------------------------------- | ------------------------------- |
| Tegueste 17 concejales |             | Partido Socialista Obrero Español (PSOE)                                    | 1.873 | 29,25                           | 6                               |
| Tegueste 17 concejales |             | Coalición Canaria (CCa)                                                     | 1.872 | 29,24                           | 6                               |
| Tegueste 17 concejales |             | Partido Popular (PP)                                                        | 580   | 9,05                            | 2                               |
| Tegueste 17 concejales |             | Agrupación de Electores + Instalaciones + Deportes Tegueste (+I+D TEGUESTE) | 575   | 8,98                            | 1                               |
| Tegueste 17 concejales |             | Unidas Sí Podemos (USP)                                                     | 459   | 7,16                            | 1                               |
| Tegueste 17 concejales |             | Ahora Tegueste-Nueva Canarias-Frente Amplio Canarista (AHORA TEGUESTE-NC)   | 371   | 5,79                            | 1                               |
| Tegueste 17 concejales |             | Vox (VOX)                                                                   | 245   | 3,82                            |                                 |
| Tegueste 17 concejales |             | Ciudadanos-Partido de la Ciudadanía (Cs)                                    | 185   | 2,88                            |                                 |
| Tegueste 17 concejales |             | Unión Democrática de Canarias (UDC)                                         | 124   | 1,93                            |                                 |
| Tegueste 17 concejales | En blanco   | En blanco                                                                   | 118   | 1,84                            |                                 |
| Tegueste 17 concejales | Votos nulos | Votos nulos                                                                 | 63    | Participación: \| \| 68,47 % \| | Participación: \| \| 68,47 % \| |
| Tegueste 17 concejales | Votantes    | Votantes                                                                    | 6.465 | Participación: \| \| 68,47 % \| | Participación: \| \| 68,47 % \| |
|                        | 68,47 %     |                                                                             |       |                                 |                                 |

## La Victoria de Acentejo
| La Victoria de Acentejo 13 concejales | Candidatura | Candidatura                                     | Votos | %                               | Con.                            |
| ------------------------------------- | ----------- | ----------------------------------------------- | ----- | ------------------------------- | ------------------------------- |
| La Victoria de Acentejo 13 concejales |             | Partido Socialista Obrero Español (PSOE)        | 3.661 | 65,51                           | 9                               |
| La Victoria de Acentejo 13 concejales |             | Coalición Canaria (CCa)                         | 1.113 | 19,91                           | 3                               |
| La Victoria de Acentejo 13 concejales |             | Partido Popular (PP)                            | 566   | 10,12                           | 1                               |
| La Victoria de Acentejo 13 concejales |             | Nueva Canarias-Frente Amplio Canarista (NC-FAC) | 116   | 2,07                            |                                 |
| La Victoria de Acentejo 13 concejales |             | Vox (VOX)                                       | 91    | 1,62                            |                                 |
| La Victoria de Acentejo 13 concejales | En blanco   | En blanco                                       | 41    | 0,73                            |                                 |
| La Victoria de Acentejo 13 concejales | Votos nulos | Votos nulos                                     | 46    | Participación: \| \| 74,82 % \| | Participación: \| \| 74,82 % \| |
| La Victoria de Acentejo 13 concejales | Votantes    | Votantes                                        | 5.634 | Participación: \| \| 74,82 % \| | Participación: \| \| 74,82 % \| |
|                                       | 74,82 %     |                                                 |       |                                 |                                 |

## Vilaflor de Chasna
| Vilaflor de Chasna 9 concejales | Candidatura | Candidatura                              | Votos | %                               | Con.                            |
| ------------------------------- | ----------- | ---------------------------------------- | ----- | ------------------------------- | ------------------------------- |
| Vilaflor de Chasna 9 concejales |             | Partido Socialista Obrero Español (PSOE) | 580   | 56,47                           | 5                               |
| Vilaflor de Chasna 9 concejales |             | Coalición Canaria (CCa)                  | 401   | 39,04                           | 4                               |
| Vilaflor de Chasna 9 concejales |             | Partido Popular (PP)                     | 22    | 2,14                            |                                 |
| Vilaflor de Chasna 9 concejales |             | Vox (VOX)                                | 16    | 1,55                            |                                 |
| Vilaflor de Chasna 9 concejales | En blanco   | En blanco                                | 8     | 0,77                            |                                 |
| Vilaflor de Chasna 9 concejales | Votos nulos | Votos nulos                              | 21    | Participación: \| \| 74,37 % \| | Participación: \| \| 74,37 % \| |
| Vilaflor de Chasna 9 concejales | Votantes    | Votantes                                 | 1.048 | Participación: \| \| 74,37 % \| | Participación: \| \| 74,37 % \| |
|                                 | 74,37 %     |                                          |       |                                 |                                 |